# 名古屋鉄道沿線の遺構建造物
本稿では、名鉄の沿線にある珍しい建造物や遺構について述べていく。

## 高浜港駅のフランス瓦
高浜港駅のホーム側から見える駅舎の通路屋根にはフランス瓦が使用されていた。色は赤褐色であるが青緑色のものも混じっていた。本屋の普通の瓦が普通の縦葺きであるのに対してフランス瓦は千鳥葺きであった。この駅舎も2016年に立て替えられたためこのフランス瓦を見ることはできない。
フランス瓦はフランスから日本に導入されたが、平らな形状からF形と呼ばれフランスではなく、フラットの意味で用いられるようになった。
フランス瓦の日本への導入は2か所で独立に行われた。一つは、明治時代にフランス人のアルフレッド・ジェラールが横浜でフランス瓦の工場を経営した。もう一つは大正時代に三州（愛知県三河地方）でフランス人技術者を招いて「日本洋瓦」という会社を設立してフランス瓦の生産を行った。当初は製品が売れなかったが、営業努力によりフランス瓦の人気も高まった。「日本洋瓦」という会社は既に存在しないが、このような歴史から三州での洋瓦の生産量は全国でも飛びぬけている。
高浜港駅とかわら美術館を結ぶ鬼みちにはフランス瓦の擁壁がある（ただし、高浜港駅のフランス瓦自体ではない）。

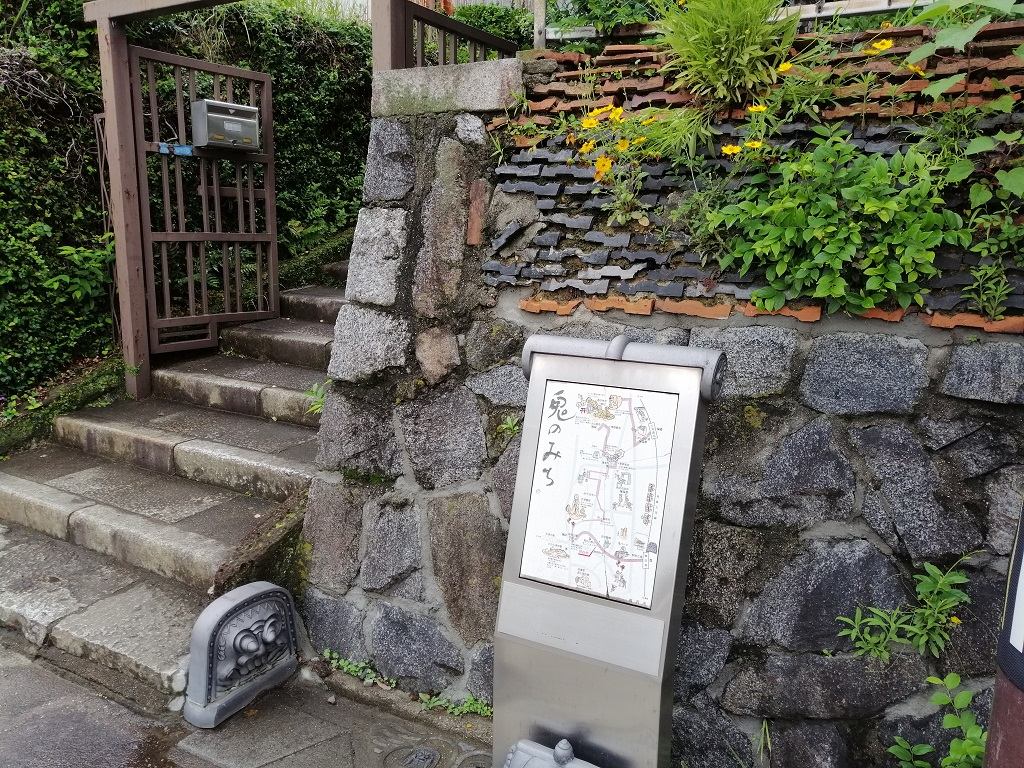
フランス瓦の擁壁 右上の赤褐色と黒色のもの